# Cung điện Žofín
Cung điện Žofín (phát âm tiếng Séc: [ˈʒofiːn]) là một tòa nhà Tân Phục hưng ở Thủ đô Praha, Cộng hòa Séc. Ngày nay, tòa nhà trở thành trung tâm văn hóa của Thủ đô, nơi tổ chức các buổi hòa nhạc, vũ hội, hội nghị và triển lãm nghệ thuật.
Cung điện tọa lạc ở trung tâm hòn đảo Slavonic Slovanský ostrov, một hòn đảo nằm trên sông Vltava ở Thành phố Mới, Thủ đô Praha.

## Lịch sử
Hòn đảo trên sông Vltava được hình thành từ thế kỷ 18, tuy nhiên đến năm 1784, một trận lũ lịch sử đã phá hủy một phần diện tích của hòn hảo, do đó chính quyền thành phố đã quyết định xây dựng bức tường bảo vệ và trồng nhiều cây xanh ở ven bờ. Năm 1830, Václav Novotný, một thợ xay giàu có mua lại hòn đảo, tên gọi lúc đó là Barvířský ostrov (Đảo của Dyer). Ông tiến hành xây dựng một tòa nhà Tân Phục hưng ở đây (hoàn thành trong vòng 1 năm từ 1836-1837); nó được đặt theo tên của Công chúa Sophie (Žofie trong tiếng Séc), mẹ của Hoàng đế Áo Franz Joseph I. Tòa nhà chỉ một tầng với một phòng hòa nhạc và hội trường ở trung tâm. Cung điện chính thức mở cửa vào năm 1837.
Năm 1848, Đại hội người Slav lần đầu tiên tổ chức ở cung điện Žofín. Đến năm 1925, để kỷ niệm sự kiện này, hòn đảo được đổi tên thành Slovanský ostrov.
Năm 1884, Thành phố Praha mua lại hòn đảo, và tiến hành nâng cấp cung điện thành một tòa nhà hai tầng. Cảnh quan bên ngoài và nội thất đều được cải tạo lại vào năm 1991–1994.
Kể từ năm 2005, cung điện là địa điểm tổ chức thường niên của tổ chức Forum 2000.

## Biểu diễn âm nhạc

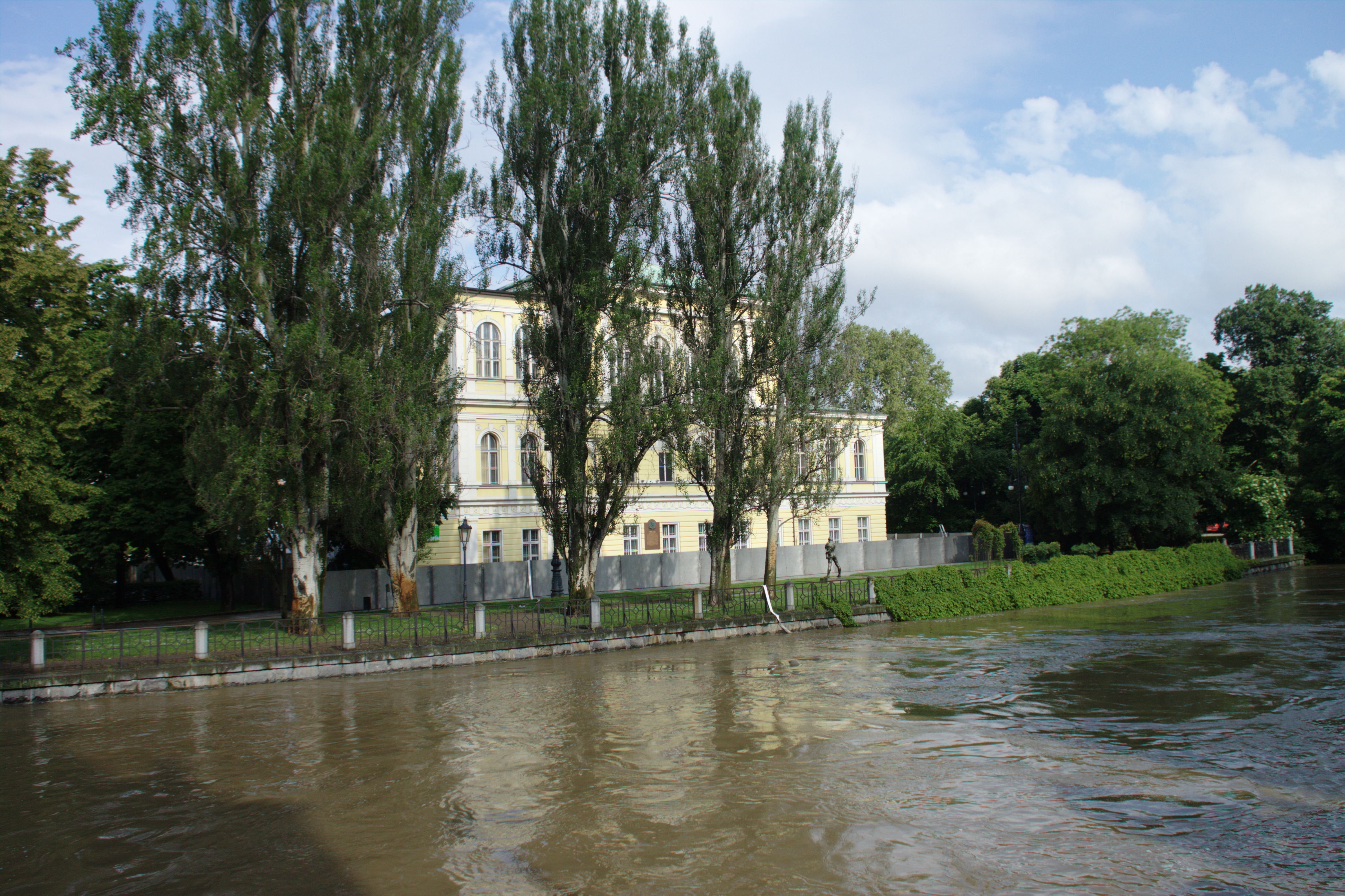
Cung điện Žofín, trên đảo Slavonic, sông Vltava

Năm 1878, nhà soạn nhạc người Séc Antonín Dvořák đã tổ chức buổi hòa nhạc đầu tiên của mình tại đây với sự tham gia của các nghệ sĩ nổi tiếng như Berlioz, Liszt, Tchaikovsky và Wagner. Đặc biệt, vào ngày 5 tháng 11 năm 1882, kiệt tác Đất nước tôi, một bộ sáu bài thơ giao hưởng của nhà soạn nhạc nổi tiếng Bedřich Smetana, lần đầu tiên được trình diễn toàn bộ tại Cung điện Žofín.